# Una cita con la vida
 Una cita con la vida  es una película en blanco y negro de Argentina dirigida por Hugo del Carril sobre el guion de Eduardo Borrás según el libro Calles de tango, de Bernardo Verbitsky que se estrenó el 24 de abril de 1958 y que tuvo como protagonistas a Gilda Lousek, Enzo Viena, Pedro Laxalt y Tito Alonso. En una de las escenas, aparece como extra Hector "Bambino" Veira.

## Sinopsis
La historia de amor entre dos adolescentes, hijos de padres incomprensivos.

## Reparto
- Gilda Lousek	 ...Nélida
- Enzo Viena	 ...	Luis
- Pedro Laxalt
- Tito Alonso
- Silvia Nolasco	 ...	Madre de Nélida
- Graciela Borges ...	Amiga de Nélida
- Rodolfo Ranni	 Amigo de Luis
- Javier Portales	 Amigo de Luis
- Mabel Dalí
- Daniel Temple
- Juan Carlos Artigas
- Mario Mezacappo
- Dezar Ortiz
- Norberto Espinosa
- Estela Vidal
- Alberto Quiles
- Juan Carlos Blaschi
- Claudio García Satur
- J. César Páez
- Miguel Ángel Vera
- Osvaldo Pacheco
- Conrado Kerstich
- Emilio Espiño
- Mario Savino
- Dora Baret
- Domingo Garibotto

## Polémica
En 1958 el jurado del Primer Festival del Cine Argentino de Río Hondo, del cual Calki era uno de sus miembros, declaró desierto el primer premio, provocando la reacción de Hugo del Carril, que participaba con su película Una cita con la vida, quien encabezó un tumulto de repudio contra el crítico endilgándole falta de apoyo al cine nacional. La polémica tuvo gran repercusión en los medios y se constituyó un Tribunal de Ética Profesional en la Asociación de Periodistas que se pronunció a favor de la postura del crítico.

## Comentarios
La Nación dijo que era:

”Un loable acierto de Hugo del Carril.”

La Razón escribió en su crónica:

”Lamentable muestra del cine argentino.”

Manrupe y Portela escriben:

”Cine popular y auténtico con un director cómodo y seguro en lo suyo. Hugo del Carril captó  mejor el ambiente urbano, con un clima poético sin desbordes ni cursilerías. Un pequeño clásico y una buena actuación de los protagonistas debutantes.”